# Pathera
Pathera (nep. पथरा) – gaun wikas samiti w środkowej części Nepalu w strefie Narajani w dystrykcie Bara. Według nepalskiego spisu powszechnego z 2001 roku liczył on 654 gospodarstw domowych i 4227 mieszkańców (2104 kobiet i 2123 mężczyzn).